# IHF Handball Challenge 12
IHF Handball Challenge 12 war ein Handballsport-Computerspiel. Es wurde von der Firma Neutron Games seit dem 7. Juli 2007 für Windows XP, Vista, dann Windows 7 entwickelt. Das Spiel besaß die Lizenzen der International Handball Federation (IHF), sowie der Handball-Bundesliga und Liga ASOBAL. Neben den zwei Ligen sind weitere Vereine vertreten, die in der World League spielen. Es ist zwar auf Steam noch erhältlich, aber funktioniert nur auf sehr veralteter Hardware.

## Ligen und Vereine
Folgende Ligen und Vereine waren im Spiel enthalten: Handball-Bundesliga, 2. Handball-Bundesliga, Liga ASOBAL, AG København, IF Guif, Hammarby IF HF, KS Vive Targi Kielce, Montpellier HB, NYC Team Handball Club, RK Celje, Kadetten Schaffhausen und Neutron Games Allstars.

## Modi

### Freundschaftsspiel
In einem Freundschaftsspiel könnte man zwei der insgesamt 90 Vereine gegeneinander spielen lassen. In diesem Modus war es möglich, mit bis zu drei Freunden an einem PC zu spielen.

### IHF-Weltmeisterschaftsmodus
Im Weltmeisterschaftsmodus könnte mit einer Nation, die bei der Handball-Weltmeisterschaft 2011 in Schweden vertreten war, die komplette WM nochmals nachgespielt werden.

### Liga-Modus
Im Liga-Modus war es möglich, mit einem beliebigen Team aus der Handball-Bundesliga oder der Liga ASOBAL eine komplette Saison zu spielen und den Meistertitel zu gewinnen.

## Eigener Avatar
Im Spiel war es möglich, seinen eigenen Avatar zu erstellen. Dazu standed im Feature Character-Customization viele Möglichkeiten zur Verfügung, das Aussehen individuell anzupassen. Über die Profil-Steuerung kann man zusätzlich noch seinen Lieblingsverein angeben. Durch die Angabe des Lieblingsvereins ist es möglich, bei diesem Verein an der Seite seiner Idole zu spielen. Um seinen eigenen Avatar zu verbessern, muss man im Handball-Challenge-Trainingscamp verschiedene Trainingseinheiten absolvieren, um Erfahrungspunkte zu sammeln. Mit diesen Erfahrungspunkten erhält man Skillpunkte, die man individuell auf verschiedene Skillwerte verteilen kann.

## Community
Obwohl es nicht die Möglichkeit gibt, das Spiel zu erweitern, haben sich schon Seiten gefunden, die sich näher mit dem Spiel beschäftigen. In Deutschland bietet die Webseite Handball-Zone eine Plattform zum Diskutieren und bietet sogar Testberichte. In Frankreich erhält man bei Jeux Handball alle Neuigkeiten auf Französisch. Außerdem hat die Seite das komplette Spiel auf Französisch übersetzt.